# Julio Edson Uribe
Julio Édson Uribe Elera (Lima, Provincia de Lima, Perú, 9 de mayo de 1982) es un futbolista peruano. Juega como mediocentro y actualmente es entrenador del club de menores El Diamante. Tiene 43 años y es hijo del exfutbolista Julio César Uribe.

## Trayectoria
Se formó en las categorías juveniles de Sporting Cristal pero, al no tener cabida en el primer equipo, decide cambiar de club. Debutó en 1999 jugando por el Juan Aurich, equipo entrenado por su padre Julio César Uribe, y marcó su primer gol ese mismo año en un partido ante Deportivo Municipal. Luego de su paso por el equipo chiclayano decidió continuar su carrera en el extranjero jugando por diversos equipos en México, Uruguay, Argentina y Colombia. El año 2007 es contratado por Cienciano del Cuzco donde es dirigido nuevamente por su padre. Para el 2009 cambia de equipo y firma con el Total Chalaco.
En enero de 2011, fue anunciado su fichaje por el Târgu Mureş de la Liga I de Rumania. Sin embargo, a menos de un mes de su llegada, fue dado de baja por el director técnico del equipo. Luego volvió a Perú para ser dirigido por su padre Julio César Uribe logrando clasificar a la Copa Sudamericana 2012. En 2015 descendió con Cienciano.

## Selección nacional
Sólo ha jugado 2 partidos oficiales, debutando con la selección peruana ante Paraguay en un partido válido por la Copa América 2001 disputada en Colombia. También jugó el Sudamericano Sub-20 en Ecuador ese mismo año.

## Clubes
| Club                       | País      | Año       |
| -------------------------- | --------- | --------- |
| Juan Aurich                | Perú      | 1999      |
| Tecos F. C.                | México    | 2000      |
| Tecos de la UAG            | México    | 2001      |
| Jaguares de Colima         | México    | 2001      |
| Deportivo Maldonado        | Uruguay   | 2001-2002 |
| Rosario Central            | Argentina | 2002      |
| Huracán                    | Argentina | 2003      |
| Alianza Atlético           | Perú      | 2003      |
| Estudiantes de Medicina    | Perú      | 2004      |
| Atlético Universidad       | Perú      | 2004      |
| Deportivo Municipal        | Perú      | 2005      |
| Unión Magdalena            | Colombia  | 2005      |
| Unión Huaral               | Perú      | 2006      |
| Coronel Bolognesi          | Perú      | 2006      |
| Cienciano                  | Perú      | 2007-2008 |
| Total Chalaco              | Perú      | 2009-2010 |
| Targu Mures                | Rumania   | 2011      |
| Unión Comercio             | Perú      | 2011      |
| Real Garcilaso             | Perú      | 2012      |
| Alianza Lima               | Perú      | 2013-2014 |
| Cienciano                  | Perú      | 2015      |
| Univ. Técnica de Cajamarca | Perú      | 2015      |

## Palmarés

### Campeonatos nacionales
| Título          | Club         | País | Año  |
| --------------- | ------------ | ---- | ---- |
| Torneo del Inca | Alianza Lima | Perú | 2014 |